# 2012年カタルーニャ独立デモ

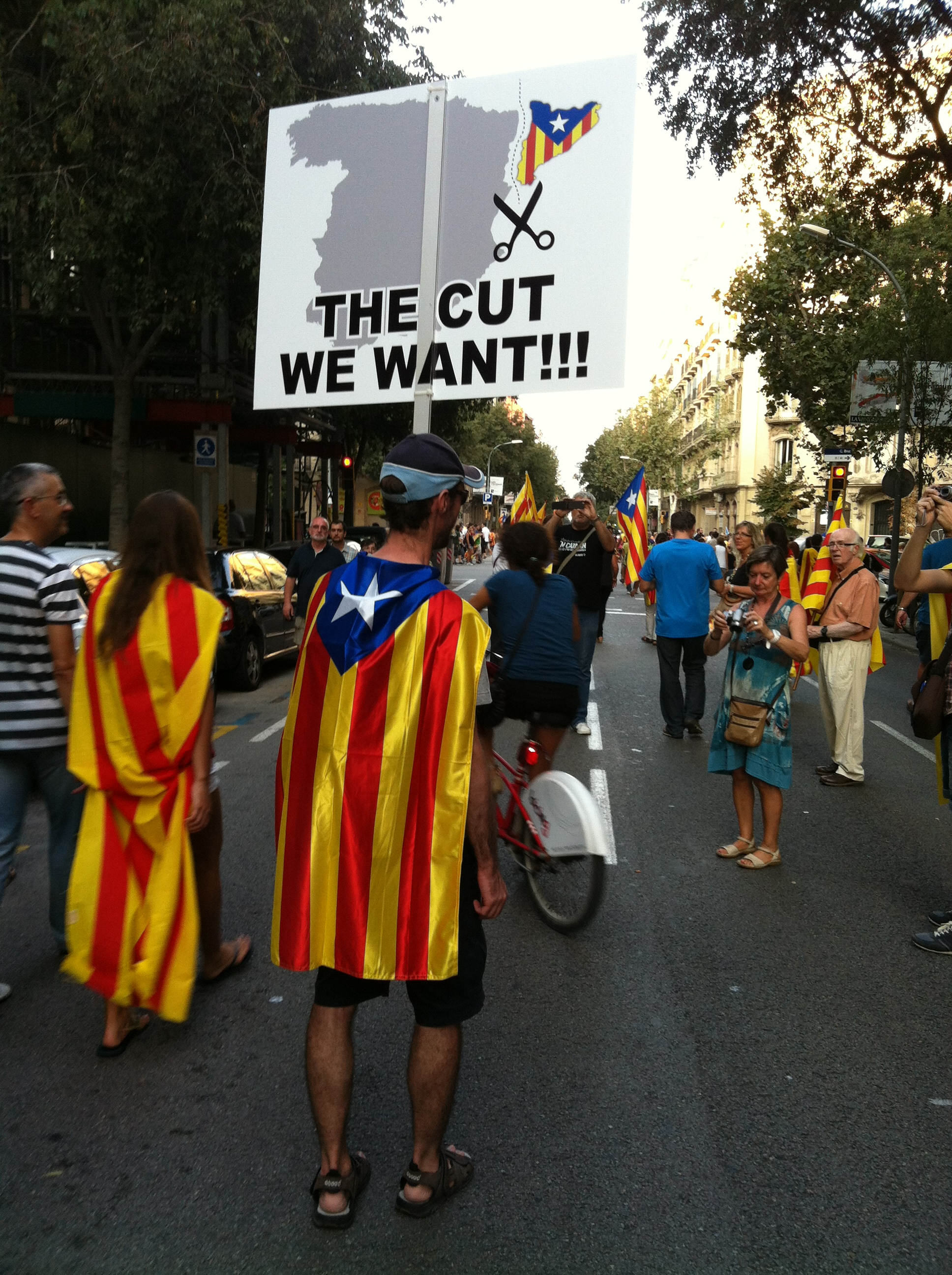
デモ行進する参加者たち

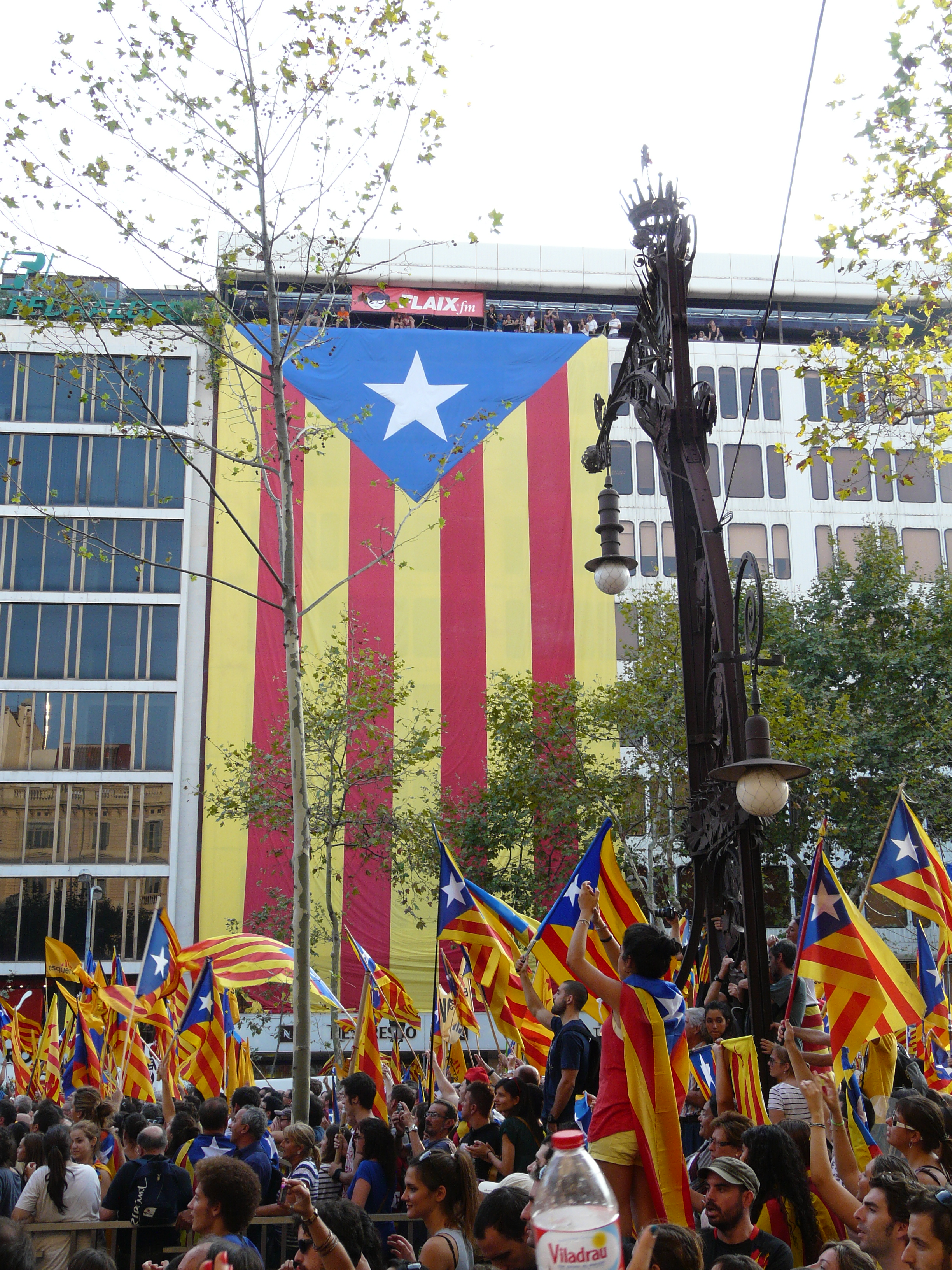
アスタラーダ（カタルーニャ独立旗）

2012年カタルーニャ独立デモは、カタルーニャ国民の日である2012年9月11日にスペイン・カタルーニャ州バルセロナの中心部で行われたデモ行進である。参加者たちは「カタルーニャ、新しいヨーロッパ国家」 (カタルーニャ語: Catalunya, nou estat d'Europa)というスローガンの下、主権国家としてのカタルーニャの独立と統合を要求した。
民間団体のカタルーニャ国民会議(ANC) によって組織され、独立に向けた自治体連合がカタルーニャ国民会議と共同で主導した。2012年6月30日にリェイダで始まった一連の「独立に向けた行進」(カタルーニャ語: Marxa cap a la Independència)として知られる運動の一部であり、最後を飾ったもっとも顕著な事例である。2010年カタルーニャ自治抗議などを上回る人数が参加し、多くの新聞や他の報道機関は「歴史的な」デモであると表現し、スペインの民主化後にカタルーニャ地方で行われた過去最大の抗議行進であるとした。

## 背景

### カタルーニャの自治権喪失と回復
カタルーニャ君主国は13世紀に自治制度を確立し、13・14世紀には南ヨーロッパの大国として地中海で覇権を握った。18世紀初頭のスペイン継承戦争では、フランスやスペインを中心とした軍とハプスブルク君主国を中心とした同盟軍が交戦し、カタルーニャ軍はハプスブルク側に付いたが、1714年のバルセロナ包囲戦でスペイン軍に敗れて陥落した。カタルーニャ地方は独立を実質的に失い、新たに成立したスペイン・ボルボン朝の下でカタルーニャ語の使用が初めて禁じられた。1931年には第二共和政で再び自治権を得たが、スペイン内戦後の1930年代後半からのフランコ体制下のスペインでは、文化や言論がいっそう弾圧され、カタルーニャ語名の使用すらも禁じられた。1975年にフランシスコ・フランコが死去してスペインが民主化の時代を迎えると、カタルーニャ語はスペイン1978年憲法で公用語としての地位を回復し、その後成立したカタルーニャ自治州の下で一定の自治権を得た。バルセロナの陥落日は1714年9月11日だったことから、毎年9月11日はカタルーニャ国民の日（ラ・ディアダ）と呼ばれる祝日となり、毎年のカタルーニャ国民の日にはカタルーニャ州政府による公式式典が行われる。

### 2010年のデモ行進と2011年の政権交代
2000年には国民党(PP)がスペイン議会総選挙で勝利をおさめ、ホセ・マリア・アスナール政権とカタルーニャ州政府の関係は険悪なものとなった上に、2000年代後半のバブル経済崩壊で政治基盤が弱体化し、カタルーニャ州は大きな公的債務を抱えるようになった。カタルーニャ州はスペイン有数の経済力を持つ自治州であるが、2008年のリーマン・ショック後には州の財政が悪化。2010年前半にはスペインを含むヨーロッパ諸国で欧州債務危機が起こり、中央政府は州政府に財政赤字削減策の遂行を要求した。カタルーニャ州が中央政府に支払う税金が州に十分に還元されていないとする不満が高まり、スペインからの独立を求める独立支持派が台頭した。
2010年7月10日にはカタルーニャ州バルセロナの中心部で、カタルーニャの自治の制限や、2006年のカタルーニャ自治憲章改正の無効果や再解釈などに関する直近のスペイン憲法裁判所の決定に反対するデモが行われた（2010年カタルーニャ自治抗議参照）。地元警察はこのデモの参加者数を約110万人と、主催者は150万人と推定した。マドリードを拠点とする日刊紙のエル・パイスは、デモの参加者数を435,000人と推定した。デモ参加者数の報告に特化した民間企業のLynceは、デモ終了15分後の20時30分にある通りで参加者数を計測し、56,000人から74,400人と推定した。バルセロナ市長はデモの参加者数を「前例がない」と表現した。バルセロナに拠点を置く日刊紙のエル・ペリオディコ・デ・カタルーニャ紙は、「カタルーニャで起こった大規模な抗議行進のひとつであることは疑う余地がなく、おそらく最大のものだろう」と表現した。このデモはカタルーニャ語のスローガン「Som una nació. Nosaltres decidim.」（我々は国家だ。我々が決める。）の下で行われた。
2010年7月10日のデモがカタルーニャとスペインの関係の転機となったと分析するアナリストもいる。11月28日にはカタルーニャ州議会議員選挙が開催され、集中と統一(CiU)のアルトゥール・マスがカタルーニャ州首相に就任した。2011年5月には2011年スペイン議会総選挙が開催され、国民党(PP)が350議席中絶対多数の187議席を獲得してスペイン社会労働党(PSOE)から政権を奪取し、党首のマリアーノ・ラホイがスペイン首相に就任した。

### 独立運動に対する公衆の反応
2009年9月13日から2011年4月の間に、数百の村において独立のための模擬住民投票が行われ、独立を支持する投票が圧倒的に多かったが、投票率は27.41%と低かった。市民の取り組みの一部に、スペイン中央政府によるカタルーニャ地方の軽視に反応して2011年と2012年に行われたNo vull pagar（カタルーニャ語版、支払いたくない）キャンペーンがある。抗議運動は2012年4月初旬にカタルーニャ州で始まり、5月までにはバレンシア州とバレアレス諸島州にも小規模な運動が飛び火した。組織レベルではカタルーニャのいくつかの自治体が連帯する動きを見せた。地元組織にさらなる権利をもたらし、自己決定権を促進するために、2011年12月14日にはビックに独立に向けた自治体連合が公式に設立された。
カタルーニャ独立の支持率
1996年には社会学調査センター(CIS)がカタルーニャの独立に関する調査を実施し、「一個人として、あなたはカタルーニャの独立を支持するか、支持しないか?」と質問した。この際には独立支持が33.6%、独立不支持が53.5%となっていた。その後、2011年と2012年には様々な調査機関やメディアが似たような調査を実施し、独立支持が独立不支持を上回った。
| 調査機関/メディア                      | 調査日    | 独立支持(%) | 独立不支持 (%) |
| -------------------------------------- | --------- | ----------- | -------------- |
| 社会学調査センター(CIS)                | 1996年    | 33.6        | 53.5           |
| ICPS                                   | 2011年    | 41.4        | 22.9           |
| エル・ペリオディコ・デ・カタルーニャ紙 | 2012年1月 | 53.6        | 32.0           |
| CEO                                    | 2012年3月 | 44.6        | 24.7           |
| CEO                                    | 2012年6月 | 51.1        | 21.1           |
| ディアリ・アラ紙                       | 2012年7月 | 50.4        | 23.8           |
| テレシンコ                             | 2012年9月 | 50.9        | 18.6           |

## 経過

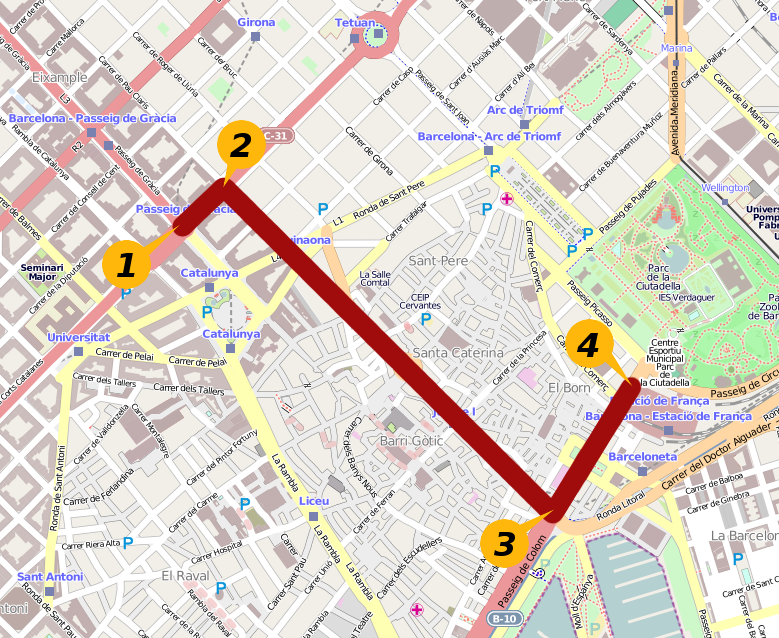
デモ行進のルート

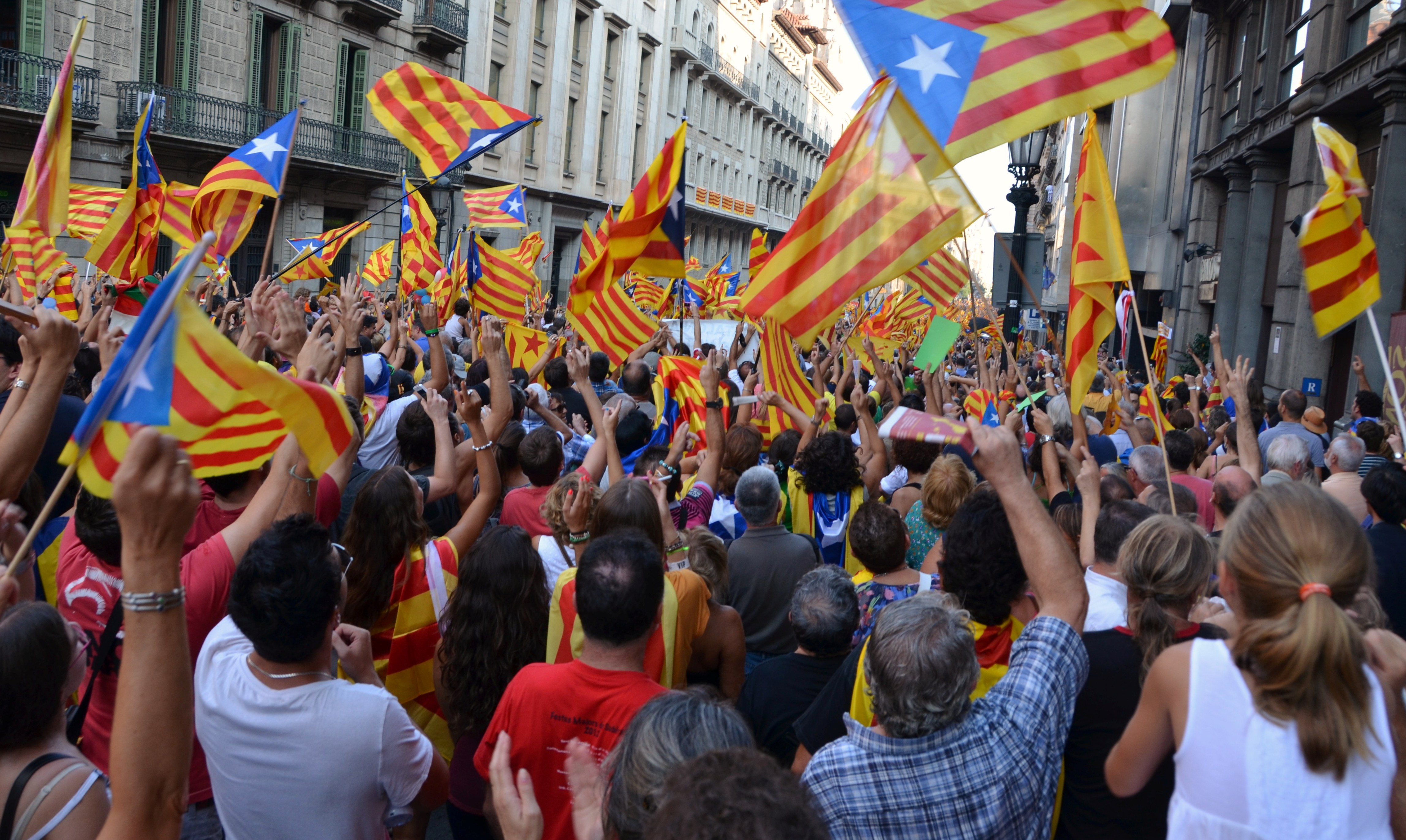
ライエターナ通り

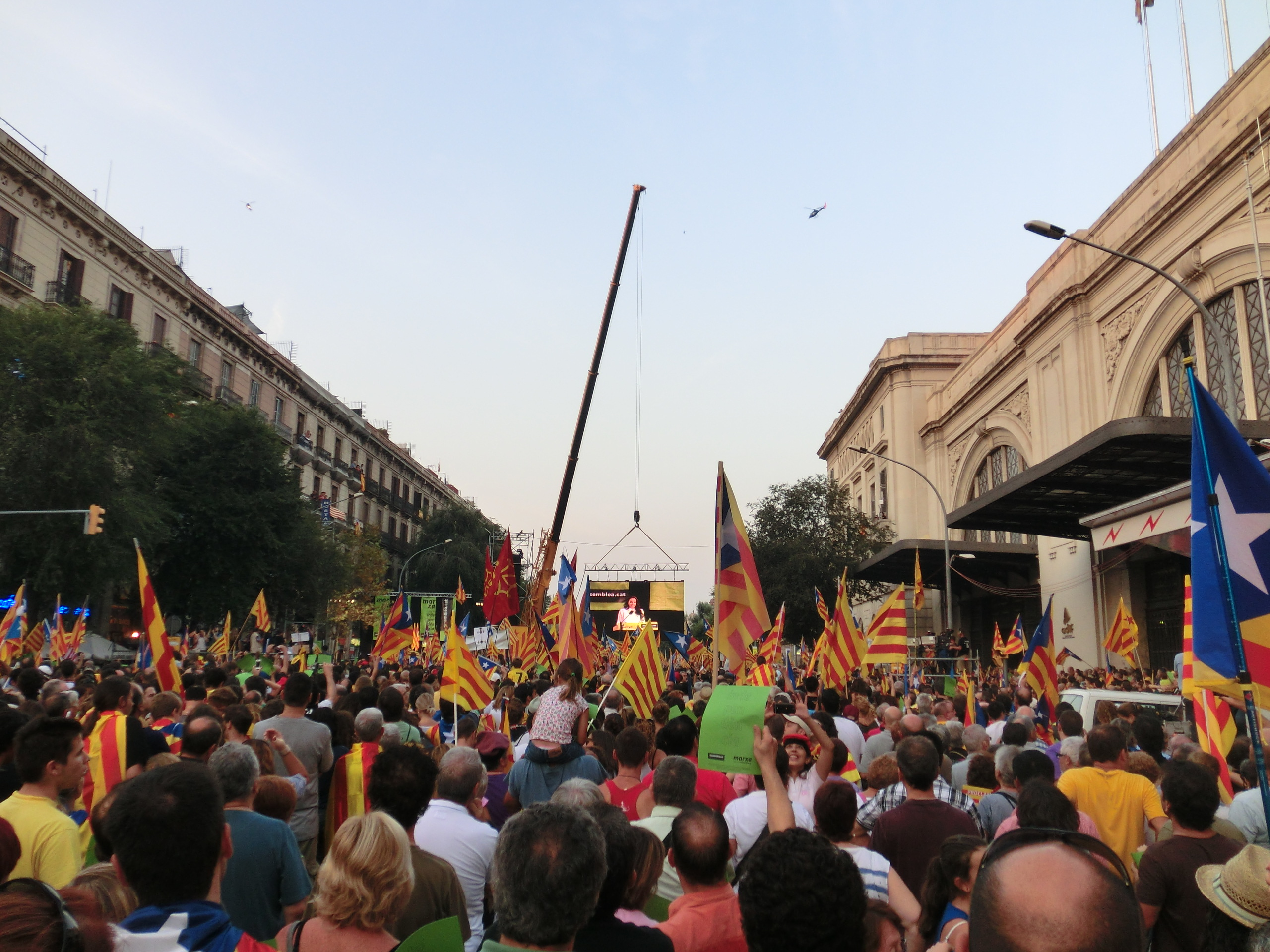
フランカ駅に隣接したアルヘンテーラ侯爵通り

### デモ行進の準備
スペイン継承戦争時のバルセロナの陥落日は1714年9月11日だったことから、毎年9月11日はカタルーニャ国民の日（ラ・ディアダ）と呼ばれる祝日となり、毎年のカタルーニャ国民の日にはカタルーニャ州政府による公式式典が行われる。2012年のカタルーニャ国民の日に合わせて、民間団体のカタルーニャ国民会議(ANC)が独立デモを組織した。9月9日にはひとりのマラソンランナーがサン・カルラス・ダ・ラ・ラーピタから走りはじめてバルセロナを目指し、9月11日にバルセロナでの行進に合流した。カタルーニャ州各地からの組織・自治体・機関が、デモの参加希望者のためにバスを手配してバルセロナに向かっており、1,000台以上のバスが州都に集まった。バルセロナ市議会によると、このデモ行進はカタルーニャ州史上最多のバスを使用したイベントである。膨大な参加者数を見越して、主催者は何度もデモ行進ルートの見直しを行った。ジローナ、マンレザ、フィゲラスの市長はバルセロナに向かうレンフェ（スペイン国鉄）の臨時便を手配した。同日にはバイカーの集団が「オートバイによる分離主義者行進」を行い、朝からビックを起点に走行を開始した。数時間にわたってバルセロナ市中心部が混雑すること、膨大な人数の流入が携帯電話ネットワークに混乱をもたらすことが懸念された。

### 公式式典
9月11日の午前中にはそれまでの年と同じように、シウタデリャ公園でカタルーニャ国民の日の公式式典が行われた。ラファエル・カザノバはスペイン継承戦争時のバルセロナ包囲戦の英雄であり、サン・ペレ通りにあるカザノバの像に献花がなされた。式典はジャーナリストのモニカ・テリバスが司会を務め、劇作家のジョン・オリェーが進行役を務めた。カタルーニャ警察による行進によって式典が開始され、カタルーニャ州政府スポークスマンのフランセスク・オムスによれば、「我々の国民感情」と特に「最近攻撃の対象となっているカタルーニャ語」が祝われた。2011年夏に深刻な山火事に見舞われており、「戦火との戦い」の象徴的存在だったカプマニーの代表者が、カタルーニャ州政府のアルトゥール・マス首相にサニェーラ（カタルーニャ旗）を手渡した。
式典中には何組かの地元バンドが曲を演奏し、カタルーニャ人作家による詩を読んだ。ポルトガル人歌手のマリア・デ・メデイロスが招待され、アウシアス・マルチによる詩を歌った。カタルーニャ州政府はまた、アントニ・マリア・アルコベル、モントサルバトヘ、エドゥアルド・トルドラー、ペレ・カルデルスなどの記念日を祝った。アントニ・タピエスによって描かれた「カタルーニャ精神」（1971年）の複製がカタルーニャ国民の日の公式画像となった。

### デモ行進
午後6時、デモ行進はカタルーニャ広場に近いグラン・ビア通りとグラシア通りの交差点で公式に開始された。パウ・クラリス通りをライエターナ通りに向かって下り、ラルヘンテーラ侯爵通りとピカソ通りの交差点にあるシウタデリャ公園に面するカタルーニャ自治州議会議事堂近くのゴール地点には舞台が設置された。デモ行進の開始前、主催者であるカタルーニャ国民会議はカタルーニャ州議会のヌリア・デ・ヒスペルト議長に対して、スペインからの離脱に至る過程を叫ぶことを依頼した。
デモ行進の参加者は「カタルーニャ、新しいヨーロッパ国家」というスローガンが書かれた横断幕を掲げた。この横断幕は9月5日にカタルーニャ広場に掲げられたものであり、同日にはカタルーニャ国民会議会長で言語学者のカルマ・フルカデイ・イ・リュイスが、記者会見で「人々は準備している。我々は一歩前進するための政府や機関を必要としている。我々は自由な主権国家を望み、独立を願っているからだ」と述べた。このデモ行進までのカタルーニャ州政府は独立主張に慎重であり、州政府首相のアルトゥール・マスは参加しなかったが、マスの妻は行進に参加した。
デモ行進は大きく5つの集団に分けることができる。先頭集団はカタルーニャ国民会議と独立のための自治体協会であり、カタルーニャ国民会議の10地域支部の代表者と、独立のための自治体協会の10者は、スローガンが書かれた横断幕を掲げて歩いた。そのすぐ後を、ジョアン・リゴル・イ・ロッチとエルネスト・ベナッチ・イ・パスクアルを伴ったカタルーニャ国民会議のフォルカデイ会長とカルラス・カステリャノス副会長が歩いた。カタルーニャ国民会議と独立のための自治体協会双方の代表者の集団によって、3番目の集団が形成された。
第4の集団は政党や政治団体である。カタルーニャ民主集中(CDC)、カタルーニャ民主連合(UDC)、カタルーニャ緑のイニシアティヴ(ICV)、カタルーニャ共和主義左翼(ERC)、独立のためのカタルーニャ連帯(SI)、RIなどの地域政党がデモ行進に参加しており、またオムニウム・クルトゥラル、Plataforma Pro Seleccions、Sobirania i Progrés、Sobirania i justíciaなどの団体も参加した。独立強硬派の人民統一候補(CUP)と独立主義左翼は同日に独自のデモ行進を行っており、カタルーニャ国民会議が主催したデモには公的には参加しなかったが、メンバーが個人的に参加することは認めた。政党や政治団体に属しないカタルーニャ住民によって、5番目の、そして最大の集団が形成された。著名人では、FCバルセロナのサンドロ・ロセイ会長などが個人として参加した。FCバルセロナの元監督であるペップ・グアルディオラはアメリカ合衆国のニューヨークに在住していたが、デモの最後に行われた演説において、ビデオメッセージで登場して独立を支持した。

### グリーンカードとコンサート

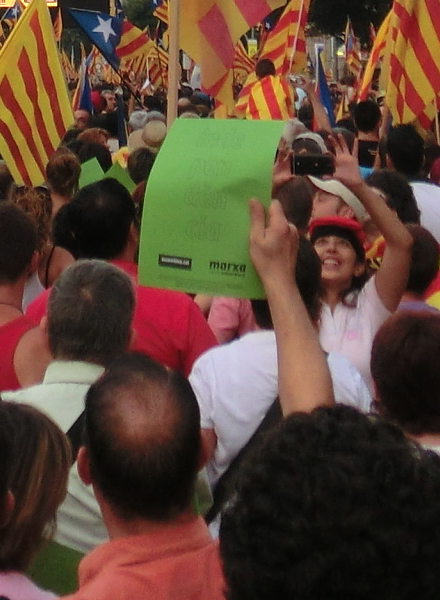
（独立）「支持」のグリーンカード

デモ行進の最終段階で、主催者のカタルーニャ国民会議は参加者に対していくつかの質問を行った。グリーンカードはデモ行進開催前に販売された様々な出版物に印刷されており、デモ行進に持参するよう呼びかけられていたほか、デモ行進時にも配布された。カタルーニャ独立支持を示す投票用紙の海の写真を撮ることが目的だった。
オムニウム・クルトゥラルはデモ行進後に、リュイス・クンパンチ通りで「Festa per la Llibertat 2012」というイベントを主催した。午後7時30分にコンサートが始まり、著作家のマリウス・セラが進行役を務め、パストーラ、チャランゴ、ブラムスなどが出演した。デモ参加者は夜になってから解散し、負傷者や逮捕者は発生しなかった。

## 影響・反応
バルセロナ市警察とスペイン政府内務省カタルーニャ局は参加者数を約150万人、主催者は約200万人、スペイン政府のカタルーニャ州代表者は約60万人と見積った。ラ・ディレクタ誌は占有面積と密度から最低1,056,000人と見積もった。バルセロナ大学のLlorenç Badiellaはラ・バングアルディア紙に掲載された統計記事で約60万人と見積った。
この大規模デモによって、カタルーニャ国独立や欧州連合(EU)への統合の実現可能性についての議論同様に、カタルーニャの独立に向けた国民投票を実施する権利についての議論が再び開かれた。カタルーニャ州政府のマス首相はデモ行進翌日の9月12日に独立に対して前向きな声明を発表し、13日にはマドリードで外国人記者たちを前にして自治権拡大を求める意思を明らかにした。9月25日、マス首相はカタルーニャ州議会議員選挙を2年近く前倒しして11月25日に開催することを発表し、「（デモが行われた）町の通りでの声を投票所に反映させなければならない」と主張して独立デモに言及した。
2012年10月12日のスペイン民族の日には、バルセロナ市警察によれば6,000人、スペイン政府カタルーニャ代表団によれば65,000人が、独立に反対する立場から9月11日のデモに対する応答として、バルセロナ中心部のカタルーニャ広場に集まった。